# Muela (Cáceres)
Muela (en extremeño La Muela) es una pedanía del municipio español de Pinofranqueado, perteneciente a la provincia de Cáceres (comunidad autónoma de Extremadura).

## Situación
Esta pequeña alquería de la comarca de Las Hurdes está ubicada al norte de la provincia, en la vertiente sur de la Peña de Francia, en el valle formado por el río Esperabán, al sur de Sierra de la Corredera y al este de la sierra de Gata.
Pertenece al Partido Judicial de Granadilla y el núcleo urbano más cercano es Pinofranqueado.

### Comunicaciones
Acceso por la carretera local CC-155 que tiene su inicio en la autonómica EX-204, de Salamanca a Coria a la altura de Pinofranqueado (PK 42+970).

## Lugares de interés
Destacan en esta población la arquitectura típica de Las Hurdes y un original refugio para pescadores junto al río.
También encontraremos en las orillas de este río lugares perfectos donde los amantes de la pesca podrán disfrutar de su deporte favorito.

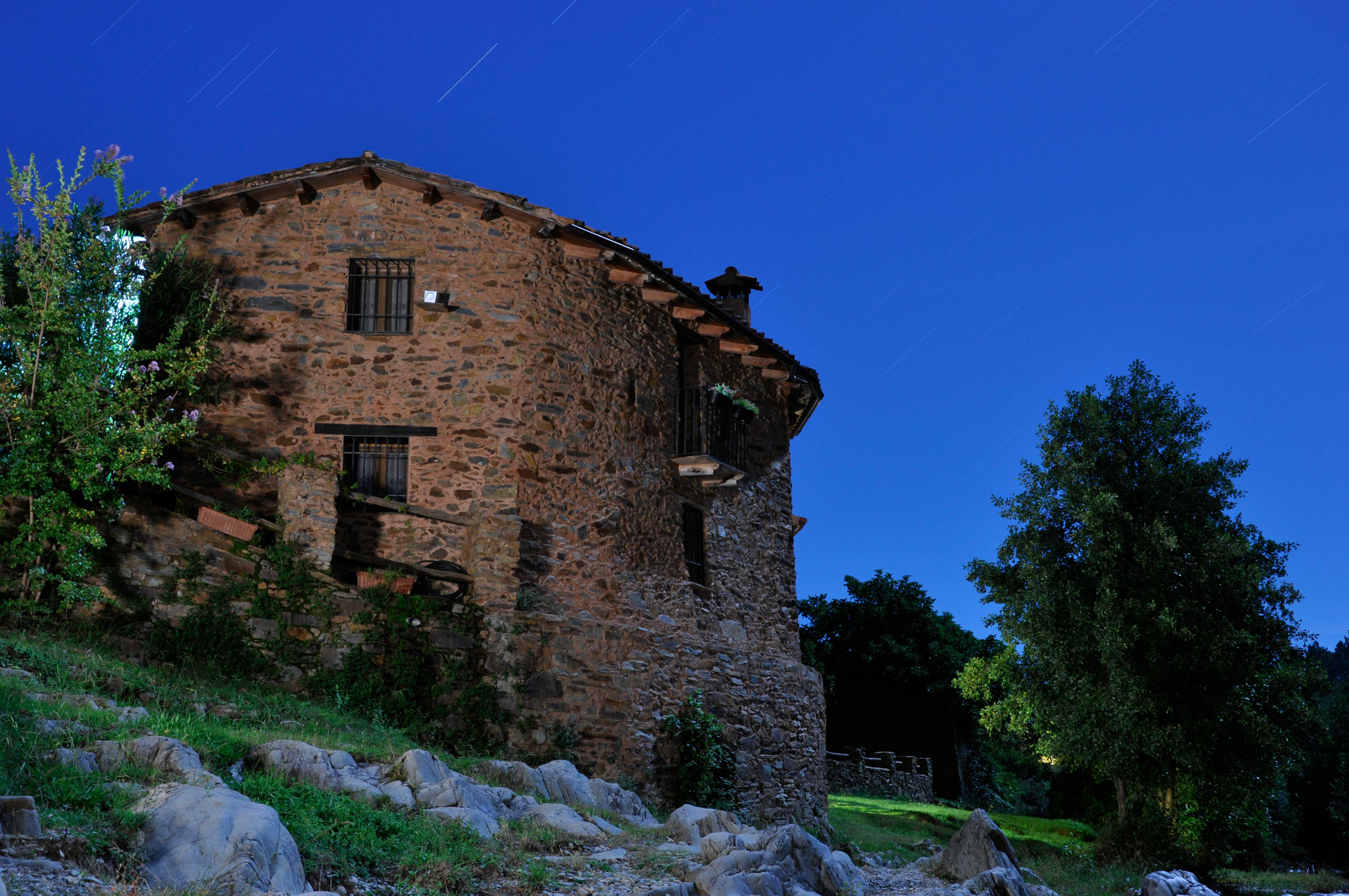

## Demografía
En el año 1981 contaba con 126 habitantes, concentrados en el núcleo principal, pasando a 58 en 2022.

## Fiestas
Se celebran el tercer fin de semana de mayo, en honor a la Virgen de la Peña.
En 2012 dio un concierto Medina Azahara (banda) en la plaza del Pueblo (histórico). A partir de ese día el nombre de la Plaza es PLAZA MEDINA AZAHARA.
En 2014 dieron un concierto Los Chunguitos siendo un éxito total de público. En 2015 Azúcar Moreno. En 2016 Bordón 4. En 2017 Alazán. En 2018 La Década Prodigiosa. En 2019 La Húngara. En 2022 después de dos años parados por la pandemia de COVID se retomaron las fiestas con las actuaciones de Huecco en mayo y Ricardo Gabarre (Junco) en junio este último con gran asistencia de público.